# عامر أبو هديب
عامر عمر محمد أبو هديب (من مواليد 21 أغسطس 1993 في عمان) هو لاعب كرة قدم أردني يشغل مركز المدافع في صفوف نادي الرمثا ضمن الدوري الأردني للمحترفين. مثّل المنتخب الوطني الأردني على مختلف الفئات العمرية، بما في ذلك المنتخب الأول.

## مسيرته مع الأندية
بدأ عامر أبو هديب مسيرته الكروية في صفوف الفئات السنية لنادي الرمثا، حيث أظهر موهبة دفاعية مميزة جعلته محط أنظار عدة أندية. في عام 2013، انتقل إلى نادي الجزيرة وشارك في صفوفه لأربعة مواسم، وقدم مستويات قوية أسهمت في ترسيخ مكانته كأحد أبرز المدافعين المحليين.
في عام 2017، فسخ عقده مع الجزيرة وانتقل إلى الرمثا، قبل أن يخوض تجربة قصيرة في الفيصلي خلال موسم 2018–2019، ثم عاد مجددًا إلى ناديه الأم الرمثا، حيث استقر وأصبح من الأعمدة الأساسية في خط الدفاع.

## مسيرته الدولية
بدأ مشواره الدولي مع منتخب الأردن تحت 19 سنة، حيث سجل هدفًا في مباراة ودية ضد منتخب عُمان في سبتمبر 2011. لاحقًا، انضم إلى منتخب تحت 23 عامًا، قبل أن يحصل على استدعاءه الأول للمنتخب الأردني الأول في عام 2015.
خاض أول مباراة دولية له مع المنتخب الأول في 16 يونيو 2015، في لقاء ودي أمام ترينيداد وتوباغو أقيم في مدينة إربد، وانتهى بفوز الأردن بنتيجة 3–0. شارك لاحقًا في عدة لقاءات دولية خلال الفترة من 2015 إلى 2018، بلغ عددها 4 مباريات.

## حياته الشخصية
وُلد عامر أبو هديب في مدينة عمان، ونشأ في بيئة محبة لكرة القدم. لم تُنشر معلومات موسعة حول حياته العائلية أو خلفيته التعليمية، لكن مسيرته الاحترافية تشير إلى انضباطه ومثابرته في المجال الرياضي منذ سن مبكرة. يُعرف عنه التزامه التكتيكي وقدرته على شغل مراكز دفاعية متعددة، ما جعله خيارًا موثوقًا للمدربين في المنتخب والأندية.

## أهدافه الدولية

### مع منتخب تحت 19 سنة
| رقم | التاريخ        | المكان | الخصم      | النتيجة | النتيجة النهائية | المناسبة    |
| --- | -------------- | ------ | ---------- | ------- | ---------------- | ----------- |
| 1   | 12 سبتمبر 2011 | عمان   | سلطنة عمان | 1–1     | تعادل            | مباراة ودية |

## الإحصائيات الدولية
| السنة   | المباريات | الأهداف |
| ------- | --------- | ------- |
| 2015    | 2         | 0       |
| 2017    | 1         | 0       |
| المجموع | 3         | 0       |

## روابط خارجية
- عامر أبو هديب  على سكروي
- صفحة اللاعب في WhoScored
- SoccerPunter
- اللاعب عامر أبو هديب على موقع كووورة.